# Njazi Kuqi
Njazi Kuqi, né le 25 avril 1983 au Kosovo, est un joueur de football international finlandais qui évolue au poste d'attaquant. Son grand frère, Shefki Kuqi, est également footballeur international.

## Biographie

### En club
Fils d'un Albanais qui immigre en Finlande, il commence sa carrière au FC Jokerit. En 2002, il s'engage au FC Lahti pour deux saisons. Ensuite pour un transfert évalué à un demi million d'euros, il s'engage en faveur du club anglais de Birmingham City. Lors de la saison 2005-2006, il est prêté pendant un mois (de janvier à février) à Blackpool, puis de février 2006 à avril 2006, il est de nouveau prêté, cette fois-ci à Peterborough.
En 2006, il signe pour FC Groningue en Eredivisie. Puis, en juin 2006, il est laissé libre, et signe pour le FC Carl Zeiss Iéna en Bundesliga 2.
En 2008, il signe pour le club de TuS Coblence en Bundesliga 2. Il joue ensuite dans le club anglais de Stevenage, puis avec le club écossais de Dundee.
En 2011, il retourne en Finlande et s'engage avec le TPS Turku. Avec cette équipe, il joue deux matchs en Ligue Europa. Il rejoint ensuite la Grèce, en jouant avec les clubs de Panionios et d'Atromitos. Il joue à nouveau deux matchs en Ligue Europa avec l'équipe d'Atromitos.
Après un passage en Italie, à  Pro Vercelli, il retourne en Grèce, avec l'Olympiakos Volos. En 2015, il joue en Allemagne, avec le club du Sonnenhof Großaspach.

### En équipe nationale
Kuqi joue avec les espoirs finlandais, puis avec l'équipe de Finlande. Il possède 13 sélections, pour 5 buts inscrits, entre 2005 et 2013.
Il joue son premier match en équipe nationale le 12 mars 2005 contre le Koweït. À cette occasion, il inscrit son premier but en sélection.
Il reçoit sa deuxième sélection le 18 mars 2005 contre l'Arabie saoudite. Lors de ce match, il est l'auteur d'un doublé.
Il inscrit à nouveau un doublé le 1er juin 2012 lors d'une rencontre face à l'Estonie. Sa dernière sélection a lieu le 26 mars 2013, contre le Luxembourg.